# سیارک ۵۰۶۶
سیارک ۵۰۶۶ (به انگلیسی: 5066 Garradd، نامگذاری:1990MA) پنج هزار و شصت و ششمین سیارک کشف شده‌است که در ۲۲ ژوئن ۱۹۹۰ کشف شد.
قدر مطلق سیارک برابر ۱۴٫۱۰ است.